# Cilunculus sewelli
Cilunculus sewelli is een zeespin uit de familie Ammotheidae. De soort behoort tot het geslacht Cilunculus. Cilunculus sewelli werd in 1938 voor het eerst wetenschappelijk beschreven door Calman. 